# 圣塞尔韦
圣塞尔韦（法語：Saint-Servais，法語發音：[sɛ̃ sɛʁvɛ]）是比利时那慕爾省那慕爾的一个片区。圣塞尔韦原为一独立市镇，1977年，圣塞尔韦与临近的24个市镇并入那慕爾，成为了那慕尔的一个片区。